# Colonelganj
Colonelganj es una ciudad y municipio situado en el distrito de Gonda en el estado de Uttar Pradesh (India). Su población es de 29435 habitantes (2011). 

## Demografía
Según el censo de 2011 la población de Colonelganj era de 29435 habitantes, de los cuales 15368 eran hombres y 14047 eran mujeres. Colonelganj tiene una tasa media de alfabetización del 67,15%, inferior a la media estatal del 67,68%: la alfabetización masculina es del 71,43%, y la alfabetización femenina del 62,44%.